# Fuirena bushii
Fuirena bushii là loài thực vật có hoa trong họ Cói. Loài này được Kral mô tả khoa học đầu tiên năm 1978.